# 100blumen
100blumen ist eine deutsche Electropunk-Band aus Düsseldorf.

## Bandgeschichte
100blumen wurde als Soloprojekt des Sängers und Synth Spezialisten Marcel Nickels (Marcel van Blumen) gegründet, der ursprünglich Punk und Grindcore spielte. Im Jahr 2005 gründete er 100blumen zunächst als Industrial-Projekt für sein frisch gegründetes Indie-Label Le Petit Machiniste, wo auch die erste Veröffentlichung Pizza 2 Jahreszeiten, eine Split-CD mit Störfunk aus Düsseldorf erschien. Das erste Konzert fand 2005 in der Hoffnungshütte in Düsseldorf statt. Der Name des neu gegründeten Projektes ist aus einem Zitat von Mao Zedong abgeleitet und bezieht sich auf die Hundert-Blumen-Bewegung: „Lasst hundert Blumen blühen, lasst hundert Schulen miteinander wetteifern“ (chinesisch 百花齊放,百家爭鳴 / 百花齐放,百家争鸣, Pinyin Bǎi huā qífàng, bǎi jiā zhēngmíng).
Zunächst betrieb Marcel van Blumen das Projekt alleine und spielte die Musik mit Synthesizern und Samplern alleine ein. Das zunächst dem Harsh-Noise und Dark Electro zuzuordnende Projekt wuchs 2008 mit Chris van Blumen (Gesang, Gitarre) zu einem Duo an. Von 2007 bis 2012 veröffentlichten 100blumen ihre Alben beim Industrial-Electro-Label Ant-Zen. Mit dem 2012er Album Distrust Authority wurde die Band mit Schlagzeuger Malte van Blumen zu einem Trio. Auch wandelte sich der Musikstil vom Rhythmic Noise-Industrial hin zum Electropunk. Zu den immer noch vorhandenen Industrial-Elementen kamen daher deutliche Elemente des Hardcore Punk sowie verschiedener anderer elektronischer Musikformen, wie des Dubsteps und des Synthpops. 2015 folgte das Album Under Siege.
2017 wechselte die Band zu Plastic Bomb Records, wo zunächst die Single Oktober, eine Coverversion von Koyaanisqatsi, der alten Band des Gitarristen Chris van Blumen, erschien. Am 19. Juli 2018 folgte das Album Keine Namen – Keine Strukturen. Auf dem Album ist der Rapper Pyro One zu hören. Ende 2019 erschien die Vinyl-EP "Das Ende" bei Plastic Bomb Records und Sleeping Cat Records
Seit Winter 2020 sind 100blumen ein Quartett mit Akki (Oiro und Hanns Martin Slayer) am Bass.

## Diskografie

### Alben
- 2005: Pizza 2 Jahreszeiten (Split-CD mit Störfunk, Le Petit Machiniste)
- 2007: In Floriculture There Is No Law! (Ant-Zen)
- 2008: Floral Annihiliation (Ant-Zen)
- 2009: Down with the System, Long Live the System! (Ant-Zen)
- 2011: Surveillance (Ant-Zen)
- 2012: Distrust Authority (Ant-Zen)
- 2015: Under Siege (Raccoone Records/Sleeping Cat Records)
- 2018: Keine Namen – Keine Strukturen (Plastic Bomb Records)
- 2022: Hoffnung, halt's Maul! (Rookie Records)

### Singles und EPs
- 2006: Against the Snails (Le Petit Machiniste)
- 2006: Massaker, … (EP, Le Petit Machiniste)
- 2006: Flowers & Barricades (MCD, Le Petit Machiniste)
- 2011: Le Soleil N’est pas pour nous (Le Petit Machiniste)
- 2017: Oktober (Plastic Bomb Records)
- 2019: Das Ende (Plastic Bomb Records)

### Kompilationen
- 2005: 2005 Various - Die Schlacht der Monstergiganten (le petit machiniste)
- 2006: Various - Are You Deaf? (le petit machiniste)
- 2007: Various - Maschinenfest - The 10th Anniversary Jubilee Celebration Present 2008 (ant zen)
- 2008: Archive.One (Ant-Zen)
- 2015: The Old Shit (Eigenproduktion)